# Polica (Grosuplje)
Polica is een plaats in Slovenië en maakt deel uit van de gemeente Grosuplje in de NUTS-3-regio Osrednjeslovenska. De plaats telde 908 inwoners op 1 januari 2020.